# Kościół św. Barbary w Nowej Rudzie
Kościół świętej Barbary – rzymskokatolicki kościół parafialny należący do dekanatu Nowa Ruda diecezji świdnickiej. Znajduje się w dzielnicy Drogosław.

## Historia
Prace budowlane zostały rozpoczęte w dniu 17 stycznia 1910 roku. Nadzór budowlany został powierzony architektowi i projektodawcy Ludwigowi Schneiderowi, natomiast budowę prowadziła firma B. Tautz z Nowej Rudy. Kościół powstał dzięki zaangażowaniu powołanego Towarzystwa Budowy Kościoła, licznych mieszkańców Drogosławia oraz księdza Arnolda Wachsmanna – proboszcza z Nowej Rudy. Świątynia została konsekrowana w dniu 12 września 1911 roku przez arcybiskupa praskiego Lva Skrbenskýego z Hříště. Po wybudowaniu kościół spełniał rolę filialnego parafii św. Mikołaja w Nowej Rudzie.

W 1913 roku przy świątyni została powołana kuracja – placówka pośrednia między stacją duszpasterską a parafią. Samodzielną parafię św. Barbary utworzono dopiero w 1945 roku.

Po 1945 roku zostały wykonane kilkakrotnie prace zabezpieczające i remontowe. W 1967 roku w całości została odrestaurowana polichromia oraz została wymieniona instalacja elektryczna, w 1972 roku zostało wymienione łupkowe pokrycie wieży na blaszane i w 1976 roku zostały uzupełnione tynki i odmalowana została elewacja.

## Architektura
Kościół jest okazałą budowlą o cechach neoromańskich. Bryła kościoła jest rozczłonkowana, ma transept i półkoliście zamknięte prezbiterium. Nawa i wieża nakryte są wysokimi dachami, na kalenicy dachu wieży jest sygnaturka z prześwitem. Okna, portale i naroża ujęte są w kamienne ciosy.

Wystrój wnętrza świątyni tworzony jest przez: polichromię wykonaną w 1911 roku przez malarza Richarda Richtera z Kłodzka, witraże wykonane przez witrażystę z Wrocławia – M. Nierlego. Kamieniarkę piaskowcową natomiast zaprojektował architekt Ludwig Schneider i wykonali ją kamieniarze z Lądka-Zdroju.
Wyposażenie świątyni poza wyjątkami pochodzi z czasu budowy. Należą do niego m.in.: ołtarz główny nazywany Altare Privilegiatum, figury wykonane w warsztatach rzemieślniczych w Lądku-Zdroju, nisza znajdująca się między bramami wejściowymi w której jest umieszczona figura Dobrego Pasterza, 31-głosowe organy wykonane przez Józefa i Franciszka Luxów z Lądka-Zdroju w 1912 roku, trzy dzwony wykonane w 1919 roku przez zakład Bochumer Verein w Bochum.

## Galeria

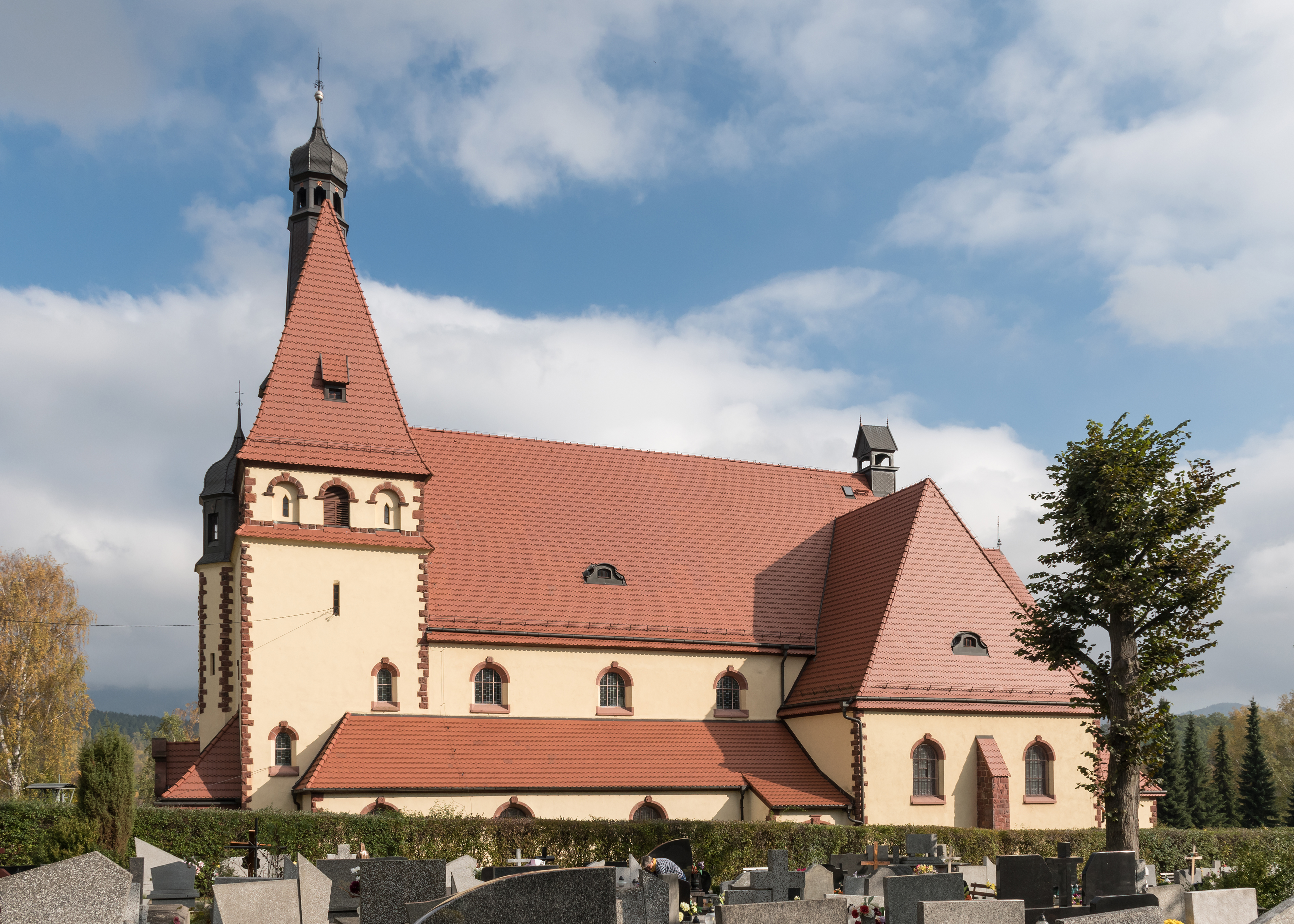
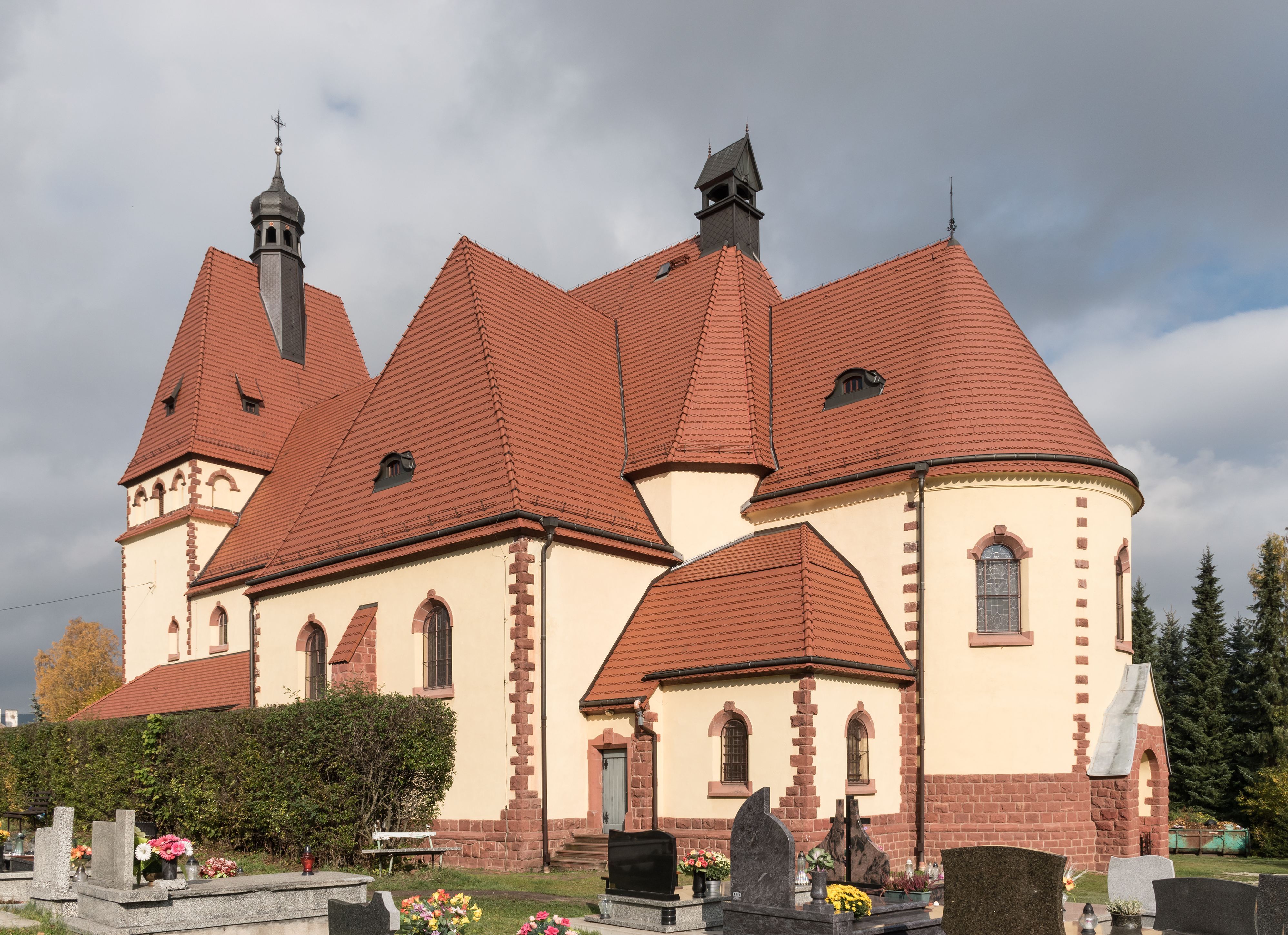
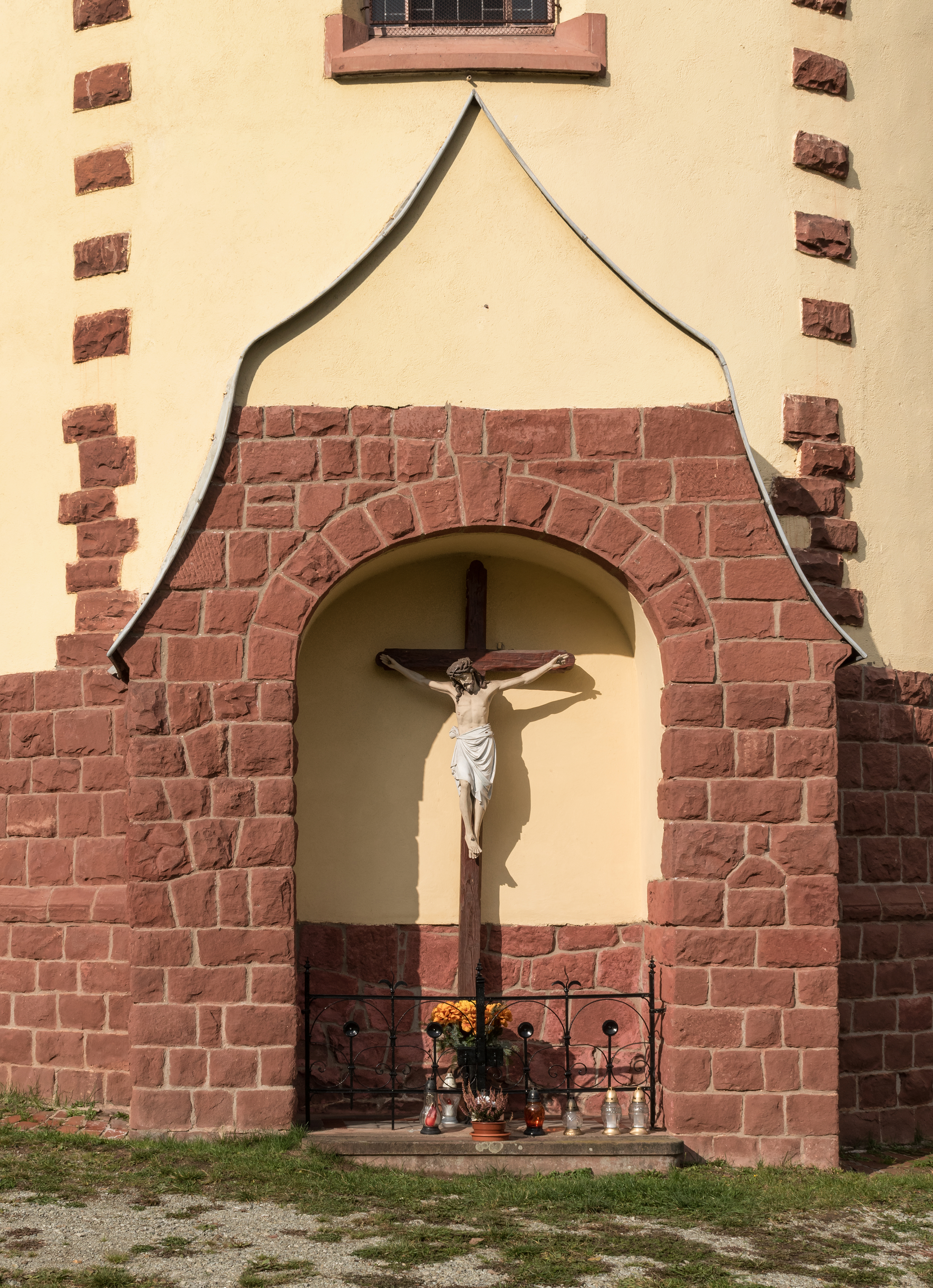
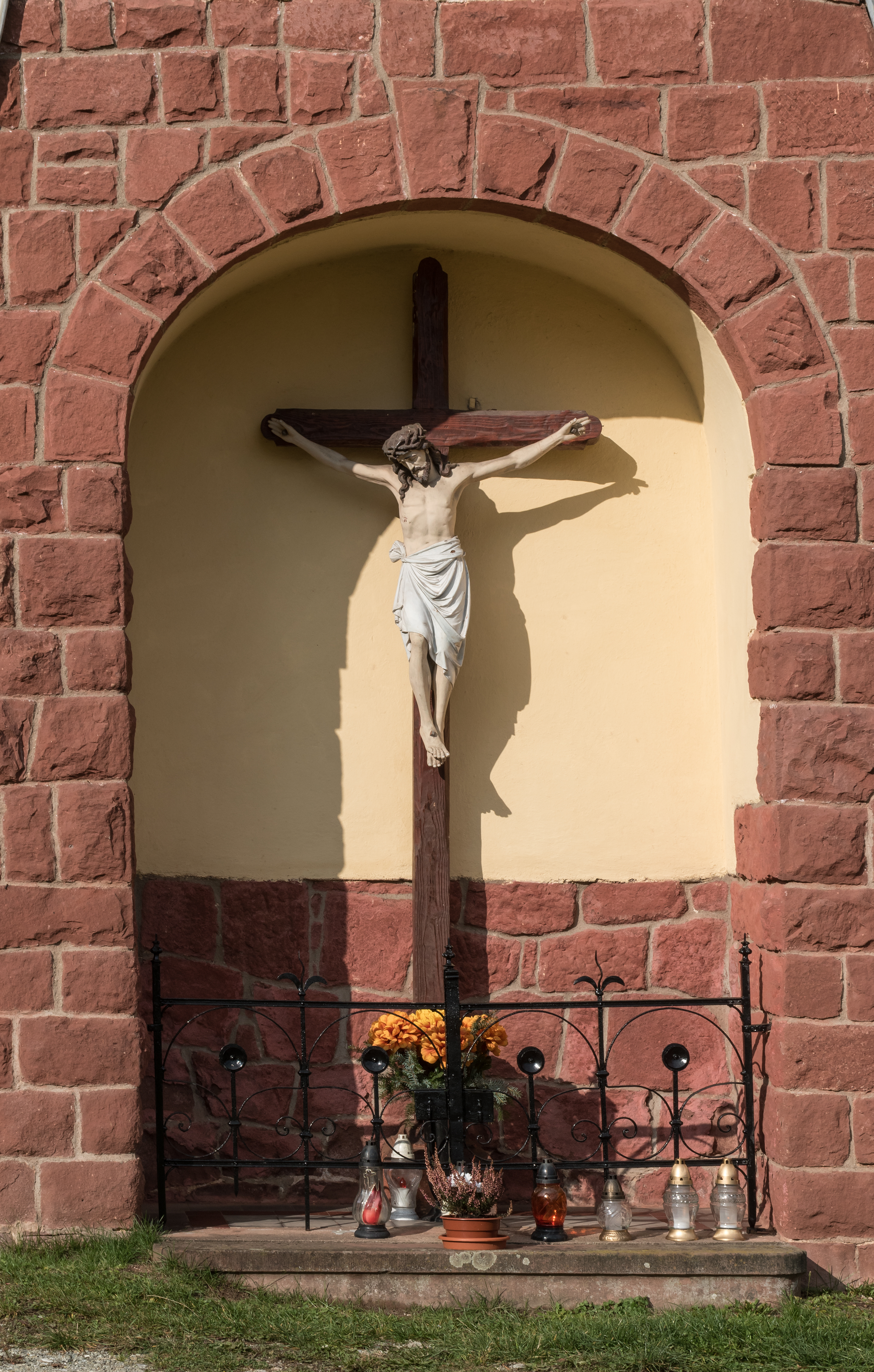